# جزر لبنان
لجزر لبنان كدولة بحرية عبر التاريخ الفنيقي إلى يومنا أهمية تاريخية وسياحية وجغرافية وثقافية وأثرية وجمالية ونباتية وحيوانية وحتى عسكرية إستراتيجية، إلا أنها بقيت مهملة لاتحظى بالعناية التي تستحق حتى العام 1992 حيث تم ادراج محمية لبنانية طبيعية سميّت بـ «محمية جزر النخل الطبيعية».
وعملت الوزارات اللبنانية المعنية ومشروع الأمم المتحدة للتنمية UNDP على تأهيلها بيئياً وبيولوجياً وحياتياً وسياحياً فكان التوجه لجعلها مقصداً للسياح والزوّار.

## القائمة
هذه قائمة بجزر لبنان من الشمال إلى الجنوب:
- محمية جزر النخيل[1][2][3][4][5][6]
  - جزيرة النخلة[6][7] 34°29′38″N 35°46′26″E / 34.49389°N 35.77389°E
  - جزيرة رمقين[6][8] 34°29′50″N 35°45′40″E / 34.49722°N 35.76111°E
  - جزيرة سناني[6] 34°29′10″N 35°46′42″E / 34.48611°N 35.77833°E

### الجزر الصغيرة والصخرات الضخمة
وتقع على بعد كيلومترين من جزيرة ساناني إلى الجنوب الشرقي:
- جزيرة بيلان (بيلان): 1.9 هكتار.
  - (El Billan جزيرة البلان: 1,9 هكتار ha.[9][10][11]
  - جزيرة الرميلة (El Rmayleh)[11][10]
  - El Ashak[11]
  - El Tenieh[11]
  - El Telteh[11]
  - El Rabha (El Maatih)[11]
  - Baqar[10]
  - ...وعدة صخور بارزة في البحر على شكل جزر صغية جدا لأمتار.

- جزيرة الزيرة Zireh [12][13] 33°34′21″N 35°22′03″E / 33.57250°N 35.36750°E

## راجع ومصادر
1. ↑  Lebanon, Cultural Landscape Palm Islands, medomed.org; Retrieved 20 December 2018. نسخة محفوظة 11 أبريل 2019 على موقع واي باك مشين.
2. ↑  Tripoli's Palm Islands Natural Preserve; Retrieved 20 December 2018. نسخة محفوظة 05 يوليو 2018 على موقع واي باك مشين. [وصلة مكسورة]
3. ↑  Palm Islands also known as Rabbits Islands
4. ↑  Palm Islands Nature Reserve, moe.gov.lb; Retrieved 20 December 2018. نسخة محفوظة 14 أكتوبر 2018 على موقع واي باك مشين.
5. ↑  PALM ISLANDS, TRIPOLI; Retrieved 20 December 2018. نسخة محفوظة 11 أبريل 2019 على موقع واي باك مشين.
6. 1 2 3 4  PALM ISLAND NATURE RESERVE; Retrieved 20 December 2018. نسخة محفوظة 13 سبتمبر 2018 على موقع واي باك مشين.
7. ↑  Palm Island also known as Rabbit Island
8. ↑  Ramkine Island also known as Fanar Island
9. ↑  El Bellâne; Retrieved 20 December 2018. نسخة محفوظة 3 يونيو 2019 على موقع واي باك مشين.
10. 1 2 3  The Islandss of Tripoli; Retrieved 20 December 2018. نسخة محفوظة 11 أكتوبر 2017 على موقع واي باك مشين. [وصلة مكسورة]
11. 1 2 3 4 5 6  SUMMER ON THE COAST; Retrieved 20 December 2018. نسخة محفوظة 16 أكتوبر 2018 على موقع واي باك مشين.
12. ↑  Get a map, Lebanon (Beirut) / (le02) / Ez Zîré, getamap.net, Retrieved 20 December 2018. نسخة محفوظة 29 ديسمبر 2018 على موقع واي باك مشين.
13. ↑  Albawaba, published 30th July 2018, Lebanon's Sidon Sees Largest Underwater ‘Garden’ in Med, albawaba.com; Retrieved 20 December 2018. نسخة محفوظة 22 مايو 2019 على موقع واي باك مشين.